# Coupe Charles Drago
Coupe Charles Drago var en fransk nationell cupturnering i fotboll som hölls åren 1953–1965. Cupen var öppen för lag som hade åkt ur Coupe de France före kvartsfinalen.

## Finaler
Finalen spelades på Parc des Princes i Paris om inget annat anges.
| År   | Vinnare             | Resultat | Förlorare                | Kommentar                                         |
| ---- | ------------------- | -------- | ------------------------ | ------------------------------------------------- |
| 1953 | FC Sochaux          | 3–3      | Toulouse FC              | Efter förlängning; Sochaux vann på slantsingling! |
| 1954 | Stade Reims         | 6–3      | Lille OSC                |                                                   |
| 1955 | AS Saint-Etienne    | 6–3      | CS Sedan                 |                                                   |
| 1956 | Nîmes Olympique     | 3–1      | Lille OSC                |                                                   |
| 1957 | Olympique Marseille | 3–1      | RC Lens                  |                                                   |
| 1958 | AS Saint-Etienne    | 2–1      | OGC Nice                 | Spelades i Alès                                   |
| 1959 | RC Lens             | 3–2      | US Valenciennes-Anzin    |                                                   |
| 1960 | RC Lens             | 3–2      | SC Toulon                | Spelades i Rouen                                  |
| 1961 | AS Monaco           | 2–1      | RC Strasbourg            |                                                   |
| 1962 | Besançon RC         | 1–0      | Le Havre AC              | Efter förlängning; spelades i Limoges             |
| 1963 | FC Sochaux          | 5–2      | CS Sedan                 | Spelades 15 juni i Sochaux                        |
| 1964 | FC Sochaux          | 4–0      | US Forbach               | Spelades 13 juni i Sochaux                        |
| 1965 | RC Lens             | 4–0      | FC Girondins de Bordeaux | Spelades 5 juni i Lens                            |